# Machinaal houtbewerker

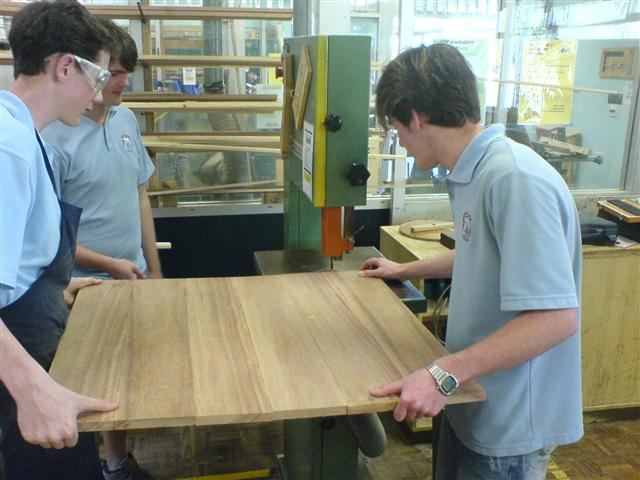
Machinaal houtbewerkers zagen plaatmateriaal met een lintzaag.

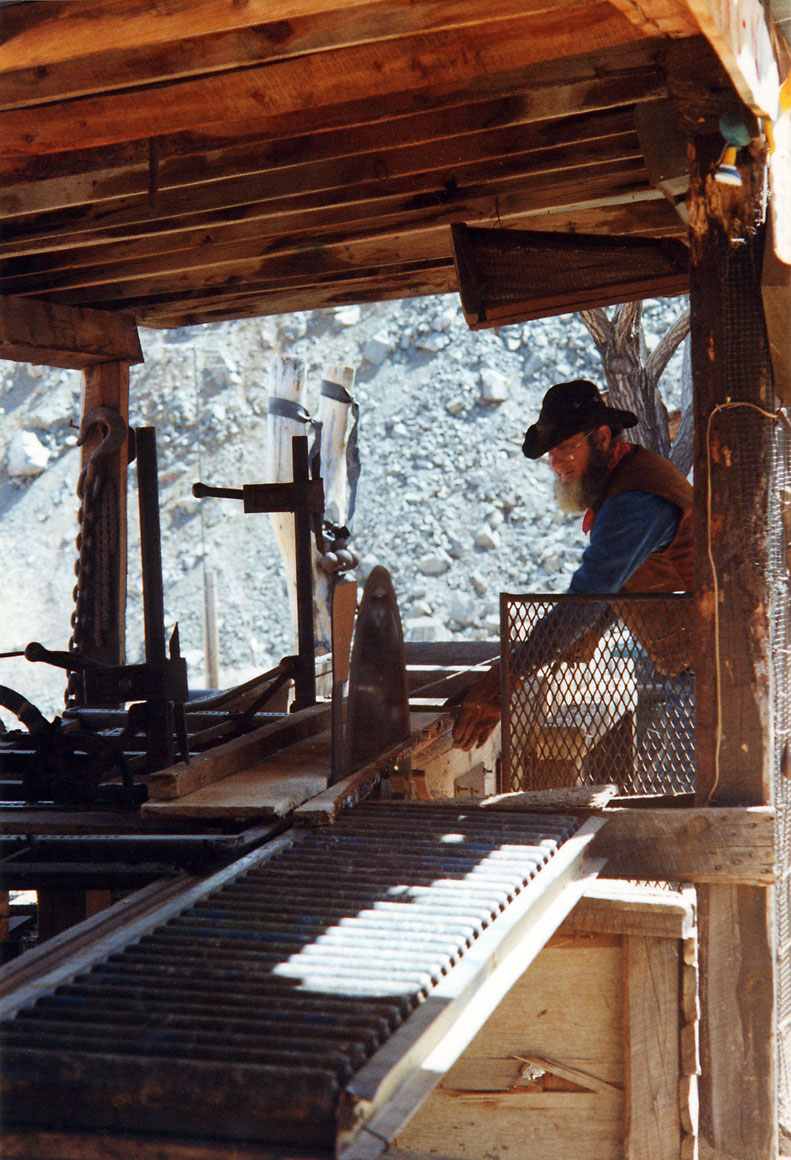
Houtbewerker aan het werk in een houtzaagmolen uit het begin van de 20e eeuw.

De machinaal houtbewerker bewerkt hout en houtig plaatmateriaal met behulp van machines en vervaardigt en bewerkt daarmee meubels, schrijnwerk en interieurs.
Machinaal houtbewerkers werken voornamelijk in de timmerindustrie, maar ook in de meubelindustrie komt dit beroep veel voor.
Er bestaat in Nederland een tweejarige MBO-opleiding machinaal houtbewerker op niveau 2 en 3. 
De onderwijsvorm is de beroepsbegeleidende leerweg.
Cursussen op het gebied van de machinaal houtbewerking worden door de diverse samenwerkingsverbanden in Nederland uitgevoerd.
De opleidingen worden uitgevoerd door de ROC's. Het landelijk orgaan om het niveau van de opleidingen te bewaken is Stichting Hout en Meubel (SH&M) gevestigd in Woerden 
De bewerkingen zijn bijvoorbeeld zagen, schaven, boren, frezen, profileren, vergaren en schuren. Objecten zijn bijvoorbeeld deuren, ramen, kozijnen en trappen.

## Machines
Gebruikte machines zijn bijvoorbeeld
- zaagmachines
- schaafmachines (vlakbank, vandiktebank)
- freesmachines
- houtdraaibanken
- schuurmachines
- diverse soorten houtfreesmachines zoals de bovenfrees

## Gevaren
Bij machinale houtbewerking is er altijd een risico van verwonding door een machine: het vermijden van te ruime kleding en het volgen van veiligheidsprocedures kan dit risico aanmerkelijk beperken. De gebruikte machines kunnen leiden tot hoge lawaaibelasting: gehoorbescherming is vaak aan te raden. Het verplaatsen van materialen en hanteren van machines kan een fysieke belasting inhouden. Houtstof kan allergie veroorzaken, al is dit vooral het geval bij exotische houtsoorten, maar al het houtstof is in zekere mate gevaarlijk. Het voorkomen van kanker in de neusholte of de neusbijholten bij mensen die veel met hout gewerkt hebben is in Nederland erkend als beroepsziekte.